# さらせ冬の嵐
「さらせ冬の嵐」（さらせふゆのあらし）は、2018年3月28日に発売された山内惠介の19枚目のシングル。

## 解説
- ジャケットとカップリング曲が異なる9タイプをリリース。また、唄盤には表題曲「さらせ冬の嵐」のミュージック・ビデオを収録したDVDが付属されている[3]。
- 表題曲「さらせ冬の嵐」は、過去に山内のシングル「冬枯れのヴィオラ」、「涙くれないか」を作詞した松井五郎が手掛けた[11]。
- 夢盤のカップリング曲「夢追い人」は、2017年に死去した作詞家・仁井谷俊也の遺作で、過去に山内のシングル「君の酒」、「流転の波止場」を手掛けている[11]。
- 本楽曲で山内は、「平成30年度・藤田まさと賞」を受賞した[12][13]。

## 収録曲

### 夢盤
1. さらせ冬の嵐 (03:59)
作詞：松井五郎／作曲：水森英夫／編曲：馬飼野俊一
2. 夢追い人 (04:44)
作詞：仁井谷俊也／作曲：水森英夫／編曲：伊戸のりお
3. さらせ冬の嵐〜オリジナルカラオケ〜 (03:59)
4. 夢追い人〜オリジナルカラオケ〜 (04:43)

### 笑顔盤
1. さらせ冬の嵐 (03:59)
作詞：松井五郎／作曲：水森英夫／編曲：馬飼野俊一
2. お楽しみはこれからだ! (04:18)
作詞：松尾潔／作曲：水森英夫／編曲：馬飼野俊一
3. さらせ冬の嵐〜オリジナルカラオケ〜 (03:59)
4. お楽しみはこれからだ!〜オリジナルカラオケ〜 (04:17)

### 唄盤
1. さらせ冬の嵐 (03:59)
作詞：松井五郎／作曲：水森英夫／編曲：馬飼野俊一
2. さらせ冬の嵐〜男性用オリジナルカラオケ〜 (03:59)
3. さらせ冬の嵐〜女性用オリジナルカラオケ〜 (03:59)

- DVD収録トラック

1. さらせ冬の嵐（ミュージックビデオ） (05:09)
2. さらせ冬の嵐〜男性用カラオケミュージックビデオ〜 (04:01)
3. さらせ冬の嵐〜女性用カラオケミュージックビデオ〜 (04:01)

### 涙盤
1. さらせ冬の嵐 (03:59)
作詞：松井五郎／作曲：水森英夫／編曲：馬飼野俊一
2. 上州やぶれ笠 (04:54)
作詞：松岡弘一／作曲：水森英夫／編曲：伊戸のりお
3. さらせ冬の嵐〜オリジナルカラオケ〜 (03:59)
4. 上州やぶれ笠〜オリジナルカラオケ〜 (04:53)

### 花盤
1. さらせ冬の嵐 (03:59)
作詞：松井五郎／作曲：水森英夫／編曲：馬飼野俊一
2. そよ風に唄えば (03:53)
作詞：高畠じゅん子／作曲：水森英夫／編曲：伊戸のりお
3. さらせ冬の嵐〜オリジナルカラオケ〜 (03:59)
4. そよ風に唄えば〜オリジナルカラオケ〜 (03:53)

### 元気盤
1. さらせ冬の嵐 (03:59)
作詞：松井五郎／作曲：水森英夫／編曲：馬飼野俊一
2. あたりきしゃりき (04:03)
作詞：松尾潔／作曲：水森英夫／編曲：伊戸のりお
3. さらせ冬の嵐〜オリジナルカラオケ〜 (03:59)
4. あたりきしゃりき〜オリジナルカラオケ〜 (04:02)

### 恋盤
1. さらせ冬の嵐 (03:59)
作詞：松井五郎／作曲：水森英夫／編曲：馬飼野俊一
2. 恋文 (04:51)
作詞：田久保真見／作曲：水森英夫／編曲：伊戸のりお
3. さらせ冬の嵐〜オリジナルカラオケ〜 (03:59)
4. 恋文〜オリジナルカラオケ〜 (04:50)

### 旅盤
1. さらせ冬の嵐 (03:59)
作詞：松井五郎／作曲：水森英夫／編曲：馬飼野俊一
2. 青い旅人 (03:57)
作詞：桜木紫乃／作曲：水森英夫／編曲：伊戸のりお
3. さらせ冬の嵐〜オリジナルカラオケ〜 (03:59)
4. 青い旅人〜オリジナルカラオケ〜 (03:57)

### 島盤
1. さらせ冬の嵐 (03:59)
作詞：松井五郎／作曲：水森英夫／編曲：馬飼野俊一
2. 野付半島 (04:59)
作詞：鈴木紀代／作曲：水森英夫／編曲：伊戸のりお
3. さらせ冬の嵐〜オリジナルカラオケ〜 (03:59)
4. 野付半島〜オリジナルカラオケ〜 (04:59)